# Julius Nepos
Julius Nepos (430–480) là vị Hoàng đế Tây La Mã trị vì từ năm 474 đến 475 và vẫn còn tiếp tục cai trị hợp pháp cho tới năm 480. Một số sử gia xem ông là vị Hoàng đế cuối cùng của Đế chế Tây La Mã, trong khi số khác lại cho rằng Đế chế phía Tây đã kết thúc khi Romulus Augustus thoái vị vào năm 476. Trái lại, dòng dõi các Hoàng đế của Đế chế Đông La Mã đều tồn tại tương đối nguyên vẹn trong các giai đoạn lịch sử sau này.

## Tiểu sử

### Gia đình
Julius Nepos là một con trai của Nepotianus, một militum magister (thống lãnh quân đội) của Đế chế Tây La Mã khoảng giữa năm 458 và 461. Người mẹ không rõ tên của ông là em gái của Marcellinus, magister militum của Dalmatia. Sử gia Marcellinus Comes, có đề cập đến một chi tiết coi Nepos là "con trai người chị gái của Marcellinus, một viên quý tộc". Một đoạn văn trong tác phẩm Getica của Jordanes cũng có cùng nhận định chung về Nepos. Kể từ khi Jordanes thường xuyên sử dụng các tác phẩm của Marcellinus Comes như một nguồn sử liệu đáng tin cậy, đoạn văn trên có thể đã được sao chép nguyên văn.
Nepos có thể thuộc về một gia đình nổi bật ở Dalmatia. Có bốn chữ khắc tưởng niệm từ khu vực cá nhân kỷ niệm tương tự có các tên như sau: Aelia Nepotes, Aelia Nepos, Julius Nepos và Nepotes. Tên gọi này dường như cũng được bảo quản từ dòng chữ Salona trong một nhà thờ cùng khu vực trên, có niên đại đầu thế kỷ thứ 5.

### Thời kỳ trị vì
Julius Nepos kết hôn với cháu gái của vợ Leo, Hoàng đế Đông La Mã, khiến ông có tên hiệu là "Nepos" (cháu trai). Nepos được chọn để thay thế Hoàng đế Tây La Mã Glycerius, kẻ cướp ngôi được Gundobad, Magister Militum (thống lĩnh quân đội) của người Burgundi đưa lên ngôi vua tại thủ đô Ravenna. Để giải quyết vấn đề vương quyền ở phía Tây, Leo đã chọn Nepos, thống đốc tỉnh Dalmatia làm Hoàng đế Tây La Mã vào năm 474. Tháng 6 năm 474, Nepos tiến quân vào Ravenna, buộc Glycerius phải thoái vị, sau đó ông cho lưu đày Glycerius tới Dalmatia và phong ông này làm giáo chủ thành phố Salona.
Sau khi Glycerius đầu hàng, Nepos trị vì trong một thời gian ngắn toàn bộ phần còn lại của Đế chế Tây La Mã, bao gồm cả nước Ý, vẫn còn là trung tâm của Đế chế, mặc dù thủ đô hành chính đã được dời từ Roma sang Ravenna lúc bấy giờ. Theo một số tài liệu thì Nepos không được Viện nguyên lão La Mã ưu thích vì mối quan hệ gần gũi giữa ông với triều đình phía đông.
Ngày 28 tháng 8 năm 475, Nepos bị Flavius Orestes, một chỉ huy quân sự dưới quyền lật đổ. Ông trốn xuống thuyền rời khỏi Ý chạy sang lánh nạn ở Dalmatia, tiếp tục cai trị như Hoàng đế Tây La Mã hợp pháp được xứ Gaul thuộc La Mã và Đế chế Đông La Mã công nhận. Sau khi Nepos ra đi, Orestes đưa con trai mới 12 tuổi của mình lên ngôi Hoàng đế Tây La Mã trong cùng năm, mang tên Romulus Augustus, trong tiếng Latin có nghĩa là "Augustulus Nhỏ".
Dưới mắt Hiến pháp La Mã cũng chỉ xem Romulus Augustus là một kẻ cướp ngôi khác, thời gian trị vì ngắn ngủi của ông kết thúc vào ngày 4 tháng 9 năm 476, khi người đứng đầu lực lượng Foederati là Odoacer, phát động một cuộc nổi loạn khác, giết chết Orestes và phế truất ông để lên ngôi vua. Odoacer, giờ đây là người cai trị mới của Ý, đã lưu đày vị vua nhỏ bé này tới an trí ở Campania.
Thông qua Viện nguyên lão La Mã, Odoacer yêu cầu Hoàng đế Zeno phong cho mình  làm quý tộc, Yêu cầu này đã được chấp nhận và Zeno công nhận Odoacer là quý tộc, thống trị toàn nước Ý và được quyền mở rộng phạm vi các vùng lãnh thổ có liên quan thuộc thẩm quyền của Zeno. Trên thực tế, Odoacer là một vị vua độc lập thực sự, chỉ công nhận quyền bá chủ trên danh nghĩa của Hoàng đế Đông La Mã.
Mặc dù người kế vị đã bị phế truất nhưng Nepos chưa bao giờ có ý định rời khỏi Dalmatia. Tuy nhiên, ông vẫn được công nhận là Hoàng đế Tây La Ma bởi Đế chế Đông La Mã, Gaul, và cả xứ Dalmatia. Odoacer cũng công nhận danh hiệu Hoàng đế của Nepos, và thậm chí còn phát hành tiền đúc mang tên ông ra khắp nước Ý. Một trường hợp tương tự xảy ra ở miền bắc Gaul khi tướng La Mã là Syagrius vẫn tiếp tục đúc tiền lấy tên Nepos cho tới khi ông này bị đánh bại vào năm 486.
Trong suốt thời kỳ trị vì của mình, Nepos đã cố gắng củng cố phần còn lại của Đế chế Tây La Mã, trong đó bao gồm toàn bộ nước Ý, một phần khu vực Balkan và những vị trí quan trọng ở miền bắc và miền nam xứ Gaul. Ông cho đàm phán và ký kết một giải pháp hòa bình với người Visigoth và vua của họ là Euric, phục hồi vùng Provence của Gaul lại cho triều đình kiểm soát để trao đổi với một số vùng lãnh thổ khác nhỏ hơn mà Nepos không thể duy trì sự kiểm soát vững chắc. Tuy nhiên ông đã không thành công trong việc đàm phán với Geiseric, vua của người Vandal, người từng phát động nhiều cuộc đột kích dọc theo bờ biển nước Ý.

### Ám sát
Ngày 25 tháng 4 năm 480, Hoàng đế Nepos bị hai tên lính cận vệ là Viator và Ovida đâm chết tại biệt thự riêng của ông gần Salona. Theo sử gia Malchus ám chỉ rằng chính cựu hoàng Glycerius, lúc ấy đang là Giám mục Salona mới là kẻ chủ mưu vụ ám sát này.
Ovida lên nắm quyền kiểm soát Dalmatia chỉ được vài tháng ngắn ngủi, Odoacer lấy lý do tội giết chết Nepos đã tiến hành xâm lược Dalmatia. Ngày 9 tháng 9 năm 480, Odoacer đánh bại quân đội của Ovida, sau đó sáp nhập tỉnh này vào trong vương quốc của ông ta. Còn Glycerius bị chuyển tới làm Giám mục Milan để canh chừng.